# Duzinkiewiczowie herbu Dołęga
Duzinkiewiczowie herbu Dołęga, znani również jako Dusinkiewiczowie i Tuzinkiewiczowie – polski ród szlachecki, którego pochodzenie dotychczas nie zostało gruntownie zbadane.

## Historia
W zaborze austriackim wylegitymowali się ze szlachectwa:
- Jan, Józef i Szczepan vel Stefan Dusinkiewiczowie w 1782 r. przed Halickim Sądem Grodzkim,
- Andrzej i Jan Duzinkiewiczowie w 1783 r. przed Halickim Sądem Ziemskim.

Z nich - za Adamem Bonieckim - Jan, Józef i Szczepan vel Stefan byli synami Andrzeja i Marianny Żurakowskiej, zaś Andrzej i Jan byli synami Stefana i Agnieszki Rzepczańskiej, a wszyscy - wnukami Józefa i Doroty Ilnickiej; Jan (najprawdopodobniej syn Andrzeja) ożenił się z Cecylią Żarlińską, a Stefan z Zofią Bukrzewską miał synów: Franciszka Józefa (zm. 1854), Jana Alojzego i Jana Chrzciciela, oraz córki: Kordulę i Annę.
Od XVIII w. do II wojny światowej jedna z linii rodu Duzinkiewiczów zamieszkiwała w powiecie tłumackim.